# カムチャツカ半島
カムチャツカ半島（カムチャツカはんとう、ロシア語: Полуостров Камчатка パルオーストラフ・カムチャートカ、あるいはカムチャッカ）は、ユーラシア大陸の北東部にある半島である。南南西方向に伸びた半島であり、面積は 27 万平方キロメートル、長さ約 1200 キロメートル、最大幅は約 480 キロメートルある。気候は亜寒帯気候からツンドラ気候。日本では、古くは勘察加（）と呼んでいた。現在、全域がロシア連邦の領土であり、かつては南部がカムチャツカ州、北部がコリャーク自治管区に属していたが、2007年7月に両地域が合併してカムチャツカ地方となった。

## 地勢
南は千島列島の占守島と千島海峡（占守海峡、ロシア名：第1クリル海峡）を隔てて向かい合うロパトカ岬、中央部では東西に約450キロメートルあり、北端のパラポリスキー地峡で100キロメートルほどの幅に狭まった、南北に長い紡錘形をしている。半島の東側はベーリング海と北太平洋、西側はオホーツク海に面するが、アバチャ湾にある州都のペトロパブロフスク・カムチャツキーを初め主要港は東岸に集中している。
半島の東側には、コマンドルスキー諸島を含むアリューシャン列島が北アメリカ大陸北部にかけて連なる。
中央山脈（スレジンヌイ山脈）と東山脈（Eastern Range）が並行して南北に走り、環太平洋造山帯の一部を成す。ここ300年で50回もの大爆発をしている半島最高峰のクリュチェフスカヤ山（4835メートル）など、多くの火山を抱えている。

カムチャツカ半島の高度分布地図 半島中央東に円形に白く描かれている標高の高い部分は半島の最高峰クリュチェフスカヤ山 （4835メートル）。ロパートカ岬（南端）の緯度は北緯50度52分である。

東岸には北から順に、オリュトルスキー湾、アナプカ湾、カラギンスキー湾とカラギンスキー島、カムチャツカ川河口、カムチャツカ湾、アバチャ湾が位置する。

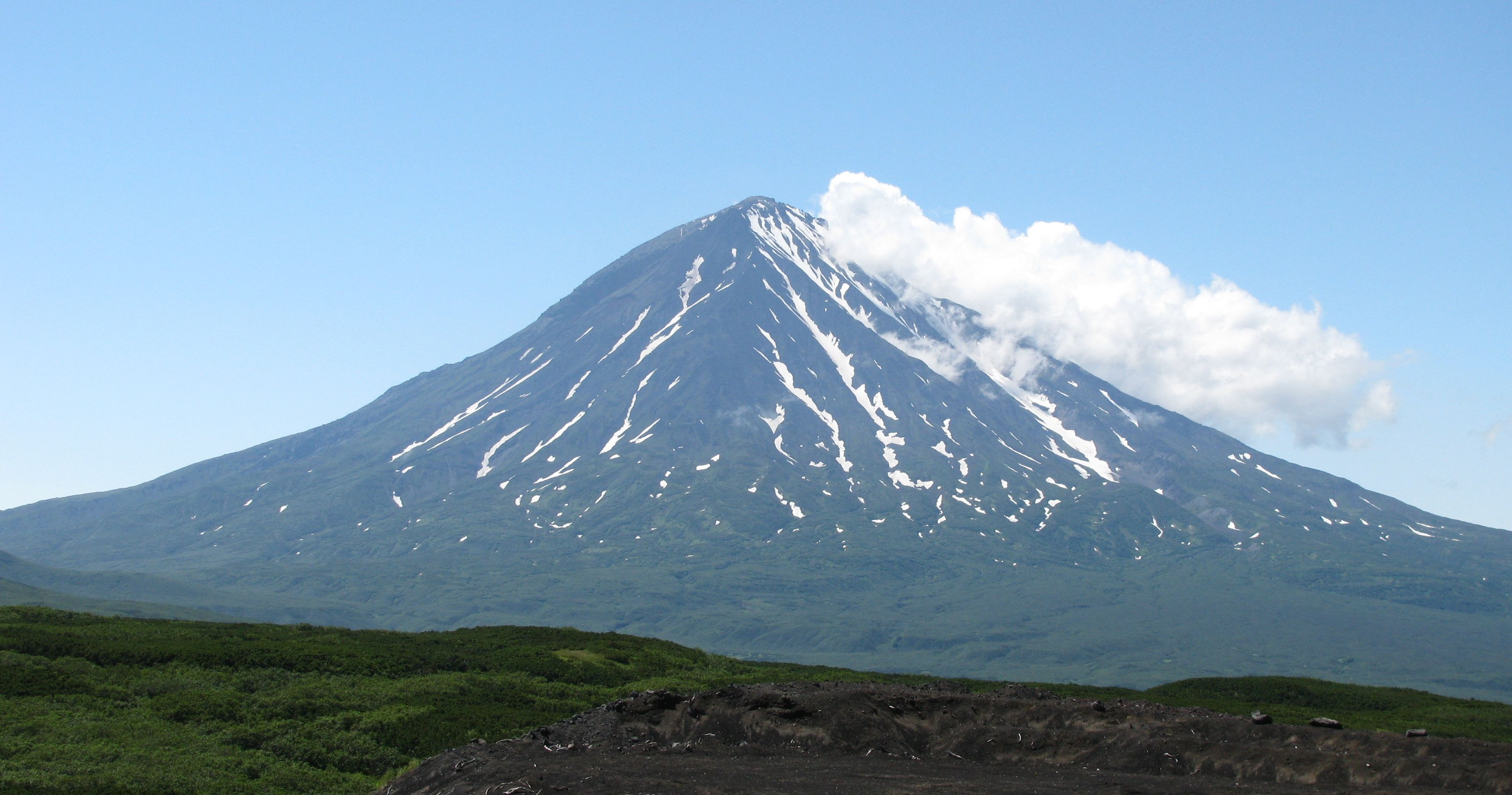
オパラ山
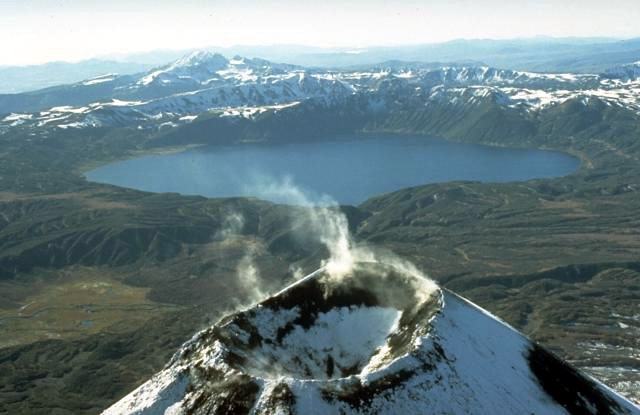
アカデミアナウク山とカリムスキー湖（奥）
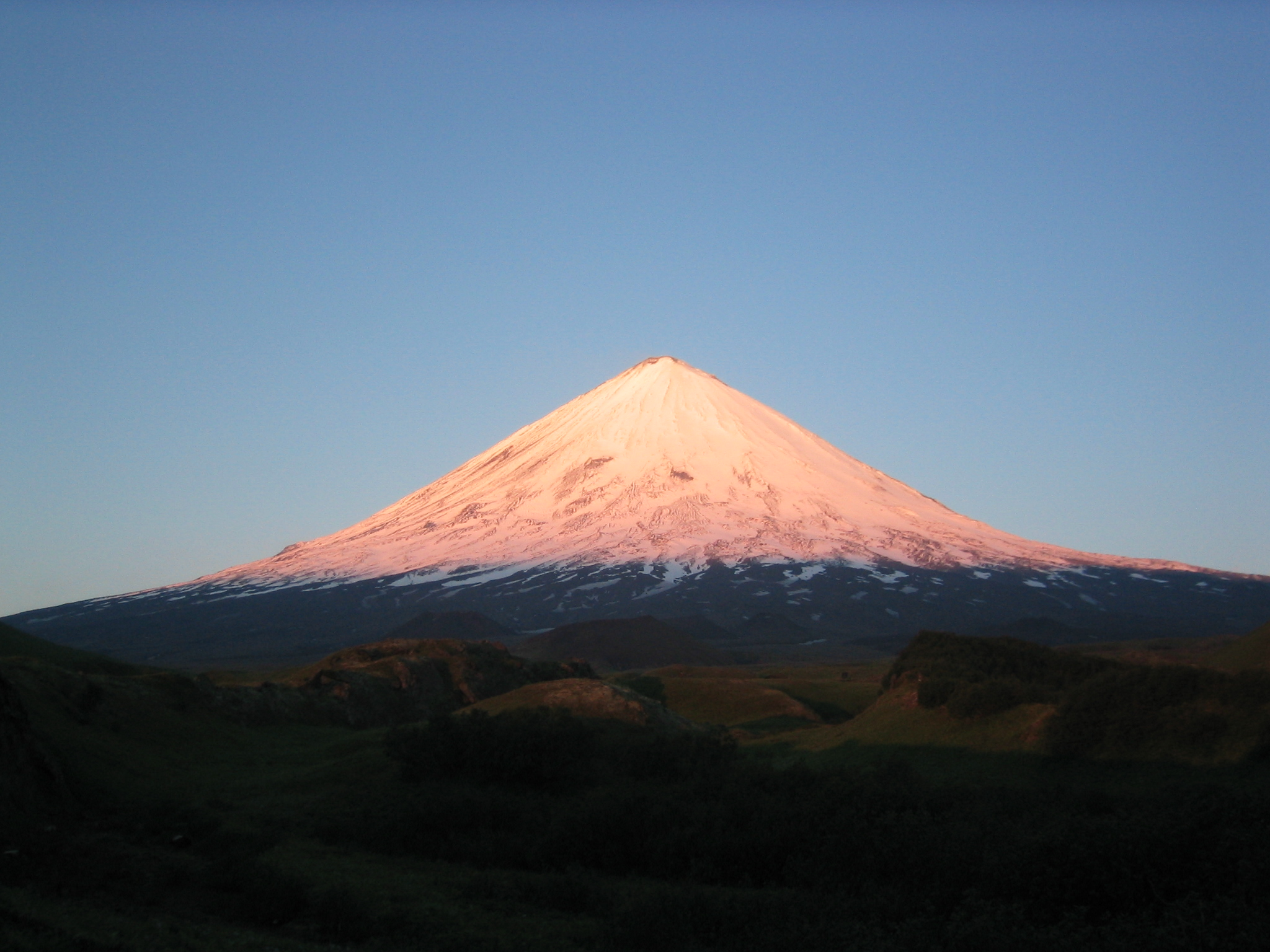
クリュチェフスカヤ山
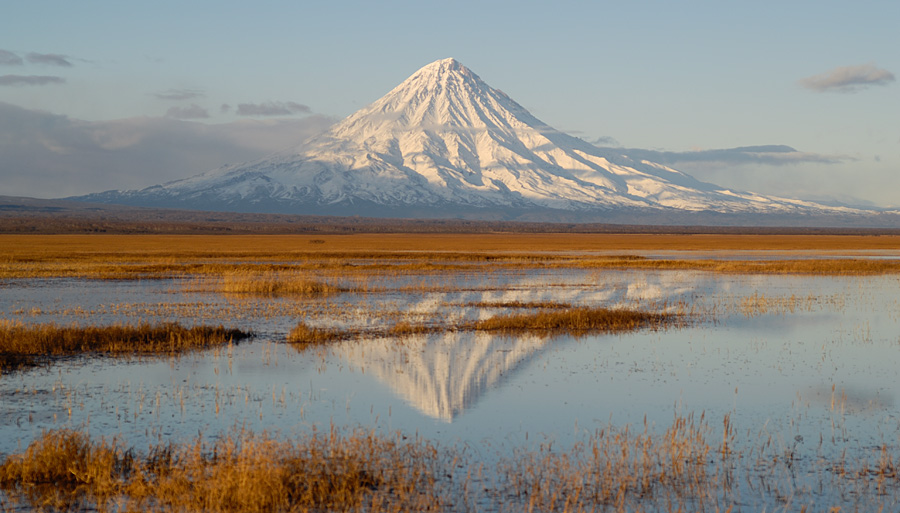
クロノツキー山
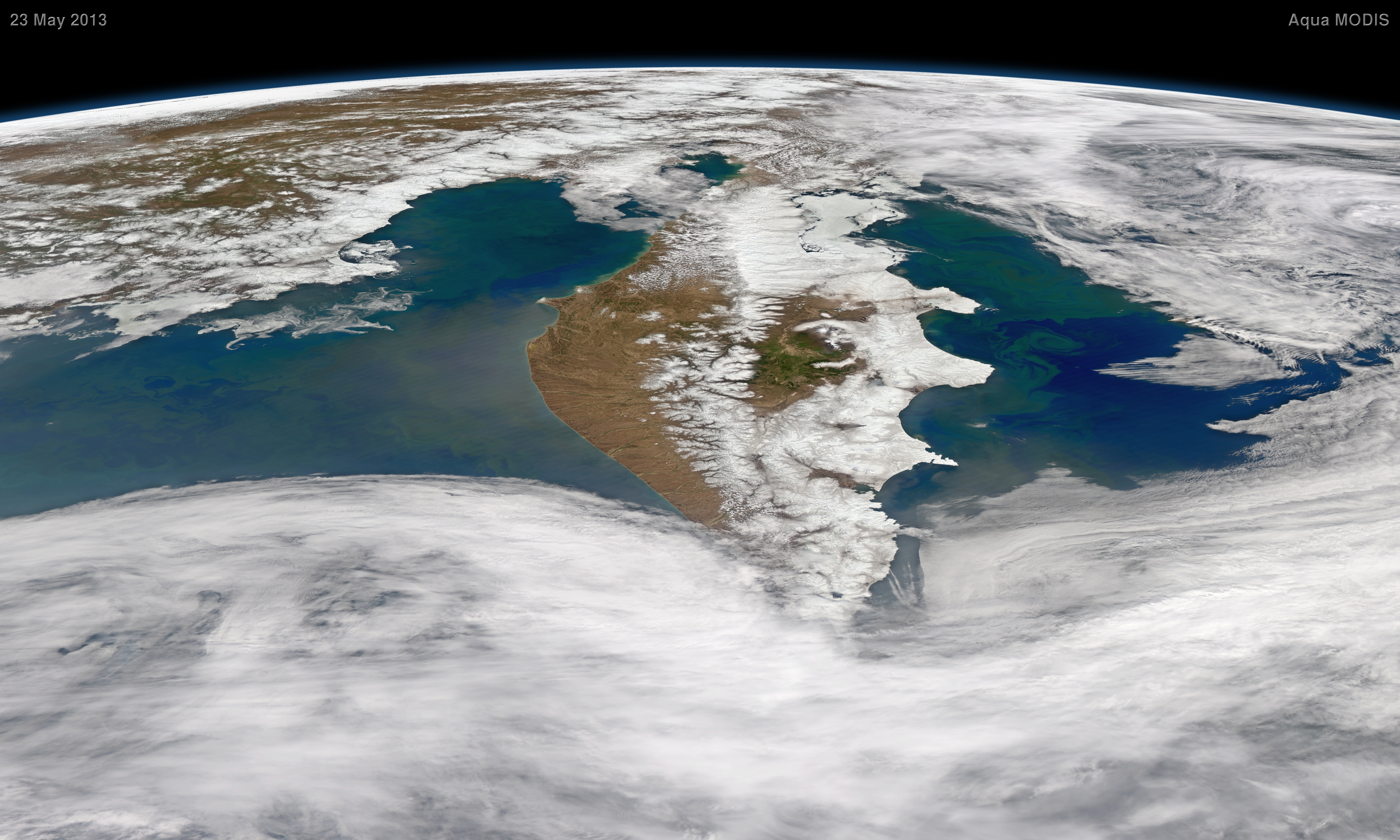
カムチャツカ半島
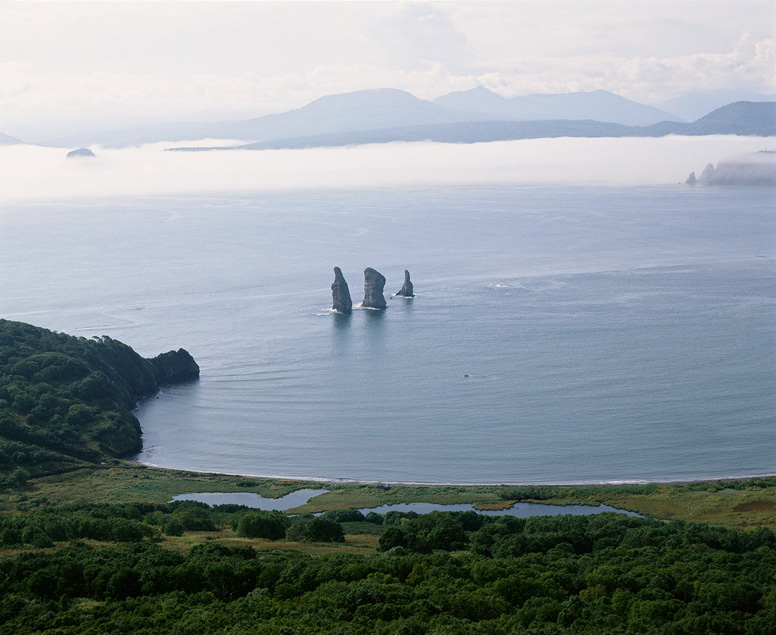
Tri Brata（三兄弟）

## 歴史

### ロシアの領有まで
当地は、古代から中世にかけ、唐の記録に残り夜叉国に比定される北部の古コリャーク文化（6 - 17世紀）や東岸から南部にかけてのタリヤ文化の時代を経て、近世以降、北部のコリャーク人や中部から南部にかけてのカムチャダールのほか半島中央内陸部に住むエヴェン人などが主な住民である。また、南端部に千島アイヌが古来より定着し、漂着した和人も居住。日本では安東氏や松前藩の領有地として認識されていた。カムチャツカ半島について、西洋人に詳細な情報がもたらされ始めたのは17世紀のことである。後に地名の語源となったイワン・カムチャートゥイやセミョン・デジニョフなどのロシア帝国の探検家によって、この地域の情報が集められた。17世紀末には毛皮がとれるクロテンを求めて進出し、入植が開始されている。
1697年、カムチャツカのはるか北部チュクチ半島近くにあるアナディリ（チュクチ名:カギリン）のアナディール城から、ウラジーミル・アトラソフ率いる約120人の軍勢がカムチャツカ西岸を南進し、カムチャダールとの戦闘が起こった。1706年頃にはカムチャツカはロシア帝国によって占領される。1713年頃には約500名のコサックが居住していた。

### ロシア帝国支配の定着と対日関係
上記、1697年（元禄10年）のアトラソフによる侵攻の折、彼はカムチャダールの集落で大坂出身の伝兵衛に出会う。伝兵衛は商家の息子だったが、商船で大坂を出帆して江戸に向かったものの難破し、漂流の末にカムチャツカ半島に漂着したという。アトラゾフは伝兵衛を伴い、ロシアの首都ペテルブルク（当時）に帰還した。伝兵衛はロシアの文献に初めて登場した日本人であり、日本語学校の校長として生涯を終えている。
1700年（元禄13年）、江戸幕府の命により松前藩は勘察加（カムチャツカ半島）を含む蝦夷全図と『松前島郷帳』を作成した。1710年（宝永7年）、南部のサニマ（三右衛門）らがカムチャツカ半島東岸ポロプロヴォエに漂着。1715年（正徳5年）、松前藩主は幕府に対し、「十州島、唐太、チュプカ諸島、勘察加（カムチャツカ半島）」は松前藩領と報告。その後、1729年（享保14年）、薩摩のゴンザとソウザら17名の乗った「若潮丸」が半島南端のロパートカ岬付近の東岸に漂着、2人以外は後にロシア側に殺害されたという。彼らも日本語教師となった。
一方、カムチャツカ半島を支配したロシア帝国が課した毛皮税（ヤサーク）の献納は先住民にとって大変過酷なものであり、1731年から1739年までカムチャダールの大反乱が起こったが、ロシア人は銃などの武器を使用し反乱を制圧。この時期にデンマーク出身のベーリングにより2度の探検が行われ、1728年の最初の探検でアバチャ湾を発見。1740年第2次北東探検隊はアバチャ湾を拠点（後のペトロパブロフスク・カムチャツキー）とし、翌年以降カムチャツカ半島の太平洋岸を調査した。この頃、地理学者のステファン・クラシェニニコフらも訪れている。第2次探検隊の別働隊は1738年（日本で元文3年）、西岸のボリシェレツクから日本に向け航路の調査を行い、日本では元文の黒船として記録が残っている。1745年（延享2年）春に千島列島の温禰古丹島に漂着した南部佐井村・多賀丸（竹内徳兵衛ら18人乗組）の漂流民10名が、同年5月、徴税人スロボーチコフに見つかりカムチャツカ半島に送られ、日本語学校教師にさせられる。

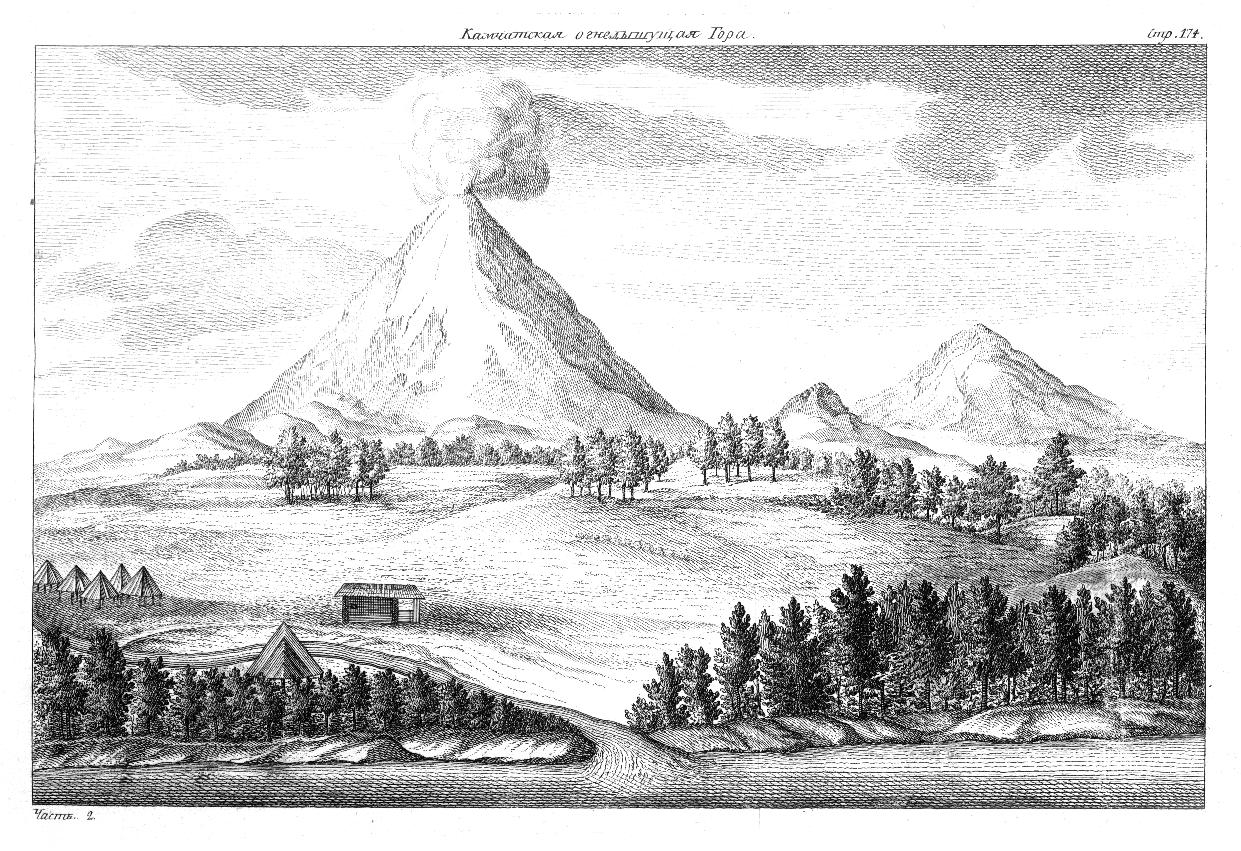
Stepan Krasheninnikovの図『Account of the Land of Kamchatka』（1755年）

1771年本拠地ポリシェレツクで流刑中の政治犯たちの反乱が発生し、カムチャツカの長官ニーロフが殺害された。首謀者・はんべんごろう（北ハンガリー出身のスロバキア人捕虜、モーリツ・ベニョヴスキー）が聖ピョートル号を奪い脱出。彼らは土佐・阿波・奄美に寄港した際に数通の書簡を残し、その中でロシアの日本侵略の意図を述べ蝦夷地蚕食の危険を警告した。
大黒屋光太夫や新蔵ら伊勢国神昌丸の漂流民一行がペテルブルクへ向かう途中、1787年（天明7年）8月23日にカムチャツカ半島のウスチカムチャツクに到着の後、ニジニカムチャツクに移動。1788年（天明8年）6月15日、6人はニジニカムチャツクを離れ、カムチャツカ半島を横断してチギーリに着き、ここから船に乗り、オホーツクには8月30日に到着。約1年カムチャツカに滞在しており、当時の様子が『北槎聞略』に記されている。1787年9月7日、フランス王国のラ・ペルーズ探検隊がペトロパブロフスクに寄港。ここで下船した後にシベリアを縦断した通訳役のジャン・バルテルミ・ド・レセップスは、結果として同探検隊で唯一のフランス帰国者となり、探検隊の記録が後世に残された。

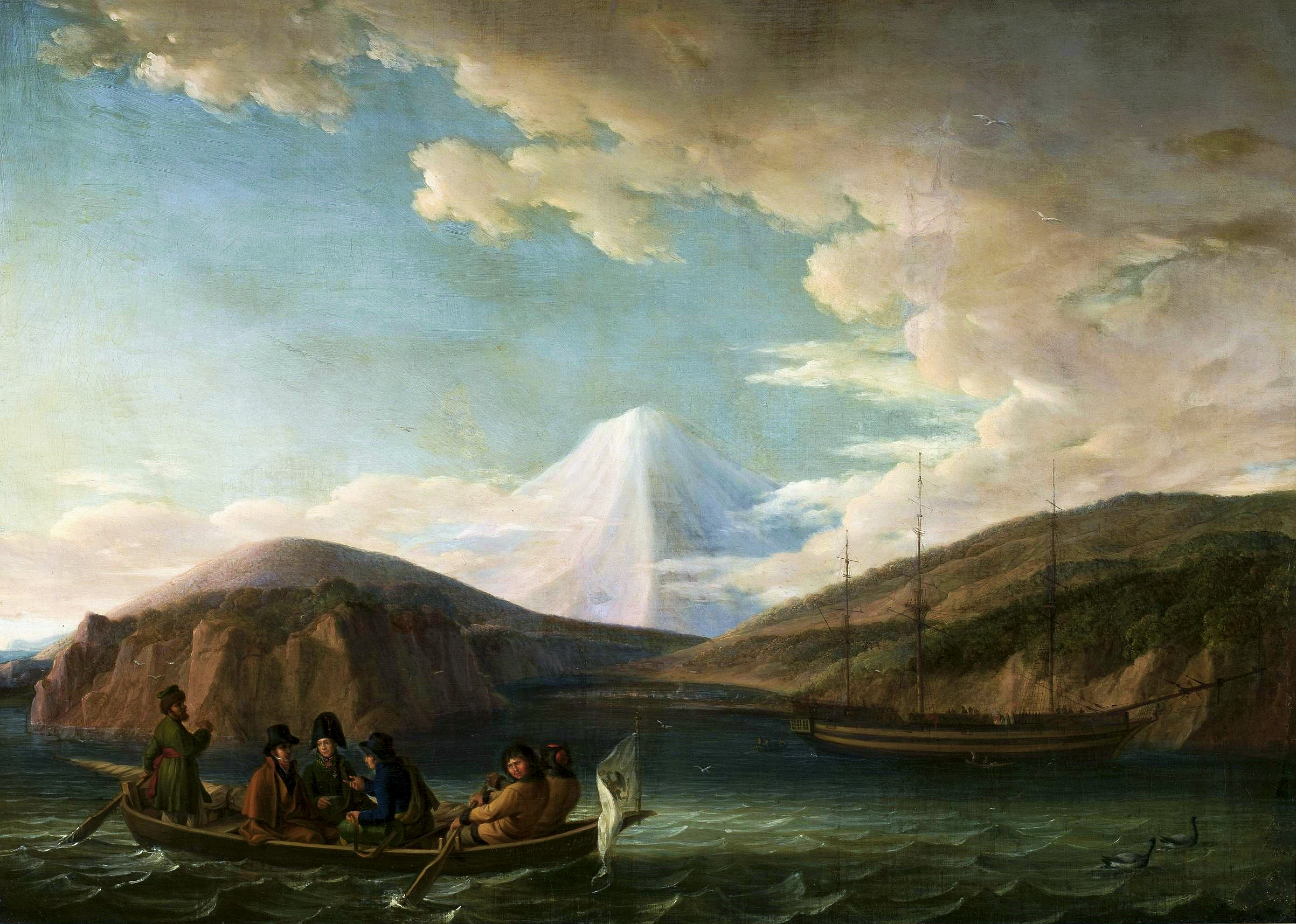
ペトロパブロフスクに上陸するクルーゼンシュテルン一行（1806年）

1804年（文化元年）7月2日ペテロパウロフスクに善六ら若宮丸漂流民5名が到着。同年8月18日津太夫、儀兵衛、太十郎ら4名は遣日使節レザノフに伴われナジェシダ号（船長はスウェーデン貴族・von Krusenstjerna家の子孫でエストニア出身のバルト・ドイツ人であるクルーゼンシュテルン）で帰国の途に就いた。善六は1806年（文化3年）春まで滞在した。
一方、1804年（享和4年）7月18日北千島の幌筵島東浦に漂着した陸奥国船・慶祥丸の継右衛門ら6人はカムチャツカに渡り、ロパトカ岬から20日ほどの航海で大きなアイヌの村落に着きしばらく滞在。文化元年（1804年）9月中旬、ペテロパウロフスクに到着。滞在中6人は善六の世話を受けたが、文化2年（1805年）6月中旬帰国のためペテロパウロフスクを出航して15日ほどでロパトカ岬に着いた後、幌筵島に再上陸して択捉島の会所へ向かった。
1811年（文化8年）2月7日カムチャツカ半島に摂津国船籍の歓喜丸の久蔵らが漂着。1812年（文化9年）拉致された高田屋嘉兵衛がペトロパブロフスクに連行され、翌1813年（文化10年）にディアナ号で嘉兵衛たちとともに出航した久蔵は8月に箱館へ送還された。同年、薩摩藩主の手舟・永寿丸が春牟古丹島に漂着した。
北アメリカ大陸カリフォルニア沖で英国船に救助された小栗重吉ら尾張・督乗丸の漂流民の生き残り3人も、帰国の途中ペトロパブロフスクで合流。文化13年（1816年）6月、永寿丸と督乗丸の漂流民たち計6名がパヴェル号でペトロパブロフスクを出航、帰国の途に就き得撫島沖に送還された。
また、露米会社船による送還では、1836年（天保7年）に戸三郎ら越後の五社丸漂流民3名や1843年（天保14年）には越中の長者丸漂流民6名がペトロパブロフスクから択捉に帰国している。これらロシア船による漂流民の送還は、アラスカなどの植民地経営に必要な物資、特に食料などを得るには地理的に近い日本との通商が必要と考えられたためである。
嘉永7年（1854年）、加陽・豊島毅らによってカムチャツカ半島を含む全蝦夷地を明記した『改正蝦夷全図』が作成された。同年にはクリミア戦争のため、英仏艦隊がペトロパブロフスク・カムチャツキーに来寇、ペトロパブロフスク・カムチャツキー包囲戦が行われた。一方、日本では同年に海外渡航の失敗で捕らわれた長州藩士の吉田松陰が『幽囚録』の中で蝦夷地（北海道）開拓の上での「加摸察加（カムチャツカ）・隩都加（オホーツク）」の奪取を求めたが、当時の江戸幕府はその方針を採らず、翌1855年（安政2年）には日露和親条約がカムチャツカ半島のロシア領有と蝦夷地の日本領有を前提として締結された（同条約第2条参照）。1868年（慶応4年、明治元年）には明治維新により江戸幕府から新政府に政権が引き継がれ、政権中枢には吉田の思想的影響を受けた者もいたが、新政府もカムチャツカ半島への領有主張は行わず、1875年（明治8年）の樺太・千島交換条約によって日露国境がカムチャツカ半島と占守島の間の占守海峡に引かれることになった。1904年（明治37年）から1905年（明治38年）にかけての日露戦争でもカムチャツカ半島は戦場にならなかったが、講和条約のポーツマス条約で日本がカムチャツカ半島沖合での北洋漁業操業権を獲得すると、半島の各地には日本の漁業基地や加工場が置かれるようになった。

### ソ連時代から新生ロシアへ
1917年（大正6年）、ロシア革命によってロシア帝国が滅亡してソビエト政権が成立すると、日本やアメリカ合衆国はシベリア出兵によってロシア極東部を占領した。これに対し、日本との直接対決を避けたいソビエト政権の指導者ウラジーミル・レーニンはアメリカ合衆国から戻ったアレクサンドル・クラスノシチョーコフを大統領とする緩衝国家「極東共和国」の樹立を認め、1920年（大正9年）3月の建国時にカムチャツカ半島も極東共和国の領土とした。しかし、カムチャツカ半島には日本軍は侵入せず、同年12月にはカムチャツカ半島はソビエト社会主義ロシア共和国に返還され、1922年には極東共和国自体も消滅してソビエト連邦（ソビエト社会主義共和国連邦、ソ連）に吸収された。日本は1925年（大正14年）に日ソ基本条約を締結してソ連を承認し、ソ連側はポーツマス条約による日本の漁業利権を承認した。ただし、その翌年である1926年（大正15年）8月10日には、カムチャツカ半島西岸沖合の公海上にて宝来丸略奪事件が発生している。その後もカムチャツカ半島にはソ連領内に日本人が住む状態が続いたが、1930年代以降に日本の戦争が拡大して北洋漁業が縮小すると日本の漁業活動は自然消滅した。1945年（昭和20年）8月、第二次世界大戦の最末期に起きたソ連対日参戦ではペトロパブロフスク・カムチャツキーが出撃拠点になったほか、占守島の戦いでは半島南端のロパートカ岬から占守島の日本軍守備部隊に向けて海峡越えの砲撃が赤軍により実施された。
冷戦期にはアメリカ合衆国に最も近いソ連領として軍事地帯に指定され、1990年まで外国人の入域は禁止されていた。不凍港で、北西太平洋に直接出られるペトロパブロフスク・カムチャツキーはソ連太平洋艦隊の重要な軍港となり、周辺には軍事基地が配置された。カムチャツカ半島は、ソ連（ロシア）西部から発射される長距離ミサイル（ICBMや極超音速ミサイル）試験の着弾目標としても使われている。
一方、カムチャツカ半島の東側に設定された国際航空路は日本、およびソ連とは国交のなかった韓国からアメリカ合衆国の東海岸、あるいはアラスカを経由して西ヨーロッパ諸国へ向かうには事実上、当時の最短ルートとなる極圏航路の一部で、利便性と緊張を併せ持つルートであった。この中で、1983年9月には航路設定ミスが原因とされる韓国の大韓航空旅客機がカムチャツカ半島上空でソ連領空を侵犯し、最終的にはサハリン沖でソ連防空軍に撃墜される大韓航空機撃墜事件が発生した。
しかし、冷戦終結に伴う米ソ関係の改善に伴い1990年に外国人の入域が解禁され、アメリカや日本からの国際チャーター便が飛ぶようになると、漁業開発や火山・自然観光などの経済開放が進むようになった。軍港機能の中心は改めて閉鎖都市とされたアバチャ湾内のヴィリュチンスクに整備され、ペトロパブロフスク・カムチャツキー市への外国人訪問が可能となった。
この政策にもかかわらず、首都モスクワからは6000キロメートル以上離れたソ連やロシアの最東部地域という行政上の理由に加え、1952年のカムチャツカ地震を例として半島東岸に沿った千島・カムチャツカ海溝が引き起こす巨大地震や大津波の頻発という同半島特有の自然条件も重なって、1991年のソビエト連邦の崩壊や新生ロシア連邦の混乱に伴う人口流出は続いた。2001年に就任したウラジーミル・プーチン大統領によって地域振興が図られるようになった。それに先立つ1996年にはカムチャツカの火山群が世界遺産（自然遺産）に登録され、2007年には人口が特に少ない半島北部のコリャーク自治管区がカムチャツカ州に統合される行政再編が実施され、半島全域がカムチャツカ地方に属することとなった。
カムチャツカ地方政府は、この火山群を観光資源として生かしたリゾート施設「3つの火山」を、ペトロパブロフスク・カムチャツキー南西に整備する計画を進めている。

## 気候
カムチャツカ半島の気候は亜寒帯気候からツンドラ気候。西側にあるオホーツク海では冬に流氷が漂着して常時凍結状態となるが、東側の太平洋では流氷の出現は比較的少なく、温暖となる。両岸の気温差は特に冬に顕著となり、北緯59度にある西岸のパラナは12月から翌年2月にかけての平均最低気温が氷点下20度を下回るのに対し、北緯53度にある東岸のペトロパブロフスク・カムチャツキーでは氷点下10度を上回り、1日の平均気温でもパラナより約10度暖かい。これは北緯43度にある日本海沿岸の沿海地方州都のウラジオストクよりも高い。

## 植物と動物
かつては固有種であるカムチャッカオオヒグマが生息していたが、毛皮を目的に大量に捕獲され、1920年までに絶滅している。

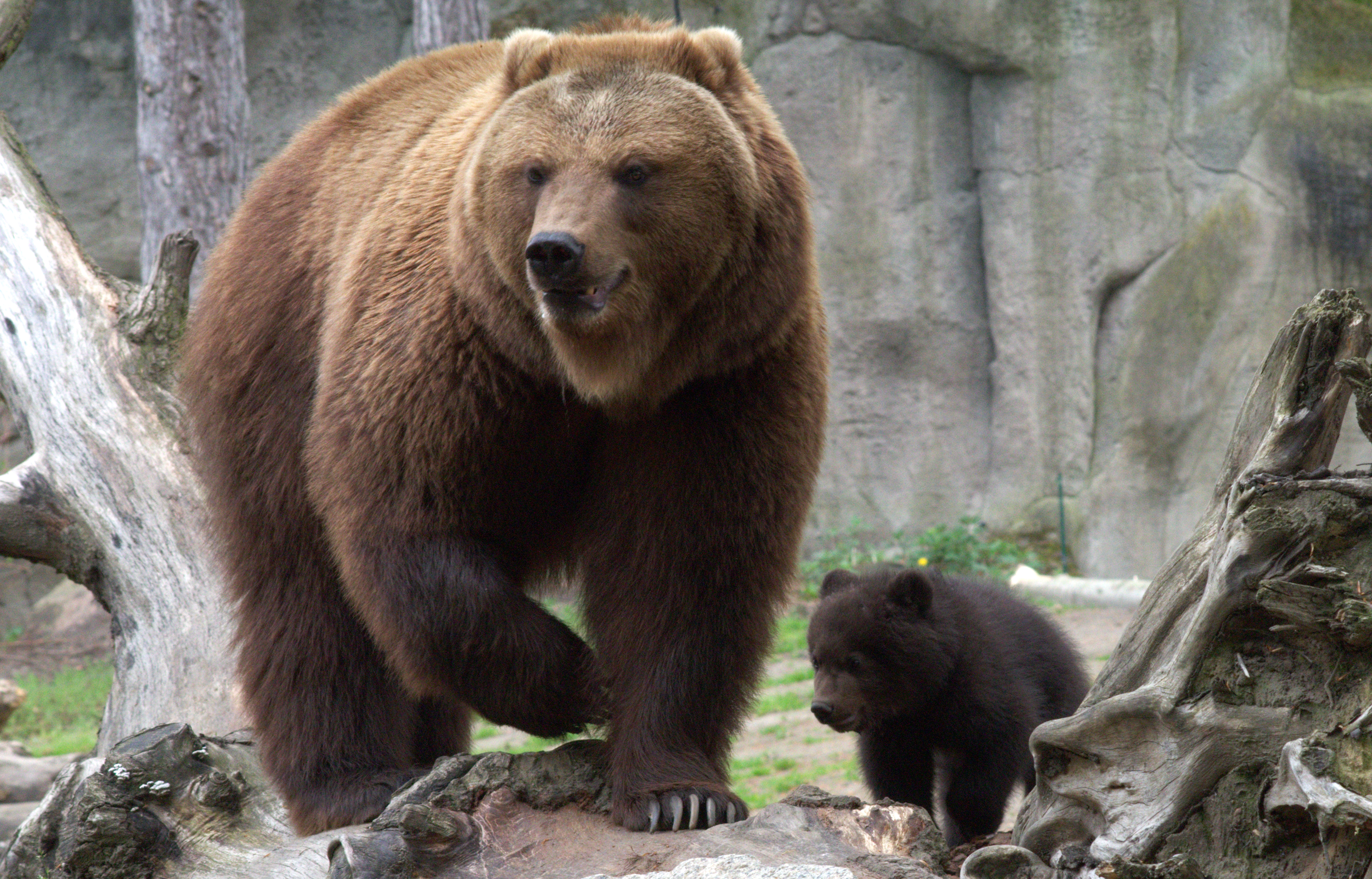
カムチャツカのヒグマ

## 民族
- 先住民族
  - チュクチ・カムチャツカ語族
    - コリャーク人（北部）
    - イテリメン人（カムチャダールとも。中部～南部）

  - エヴェン人（中部内陸）
  - アイヌ人（南端部に千島アイヌ）
- 主に周辺地域に住む民族
  - チュクチ・カムチャツカ語族
    - チュクチ人

  - ユカギール人
  - アレウト人
- 主に都市部に居住
  - スラヴ語派
    - ロシア人
    - ウクライナ人
    - ベラルーシ人

ロシア帝国による一連の入植活動、ソビエト連邦による軍事基地の強化などを通じ、ロシアから、あるいは当時のソ連構成国だったウクライナ（ウクライナ・ソビエト社会主義共和国）からの移住が進み、20世紀に先住民族の人口比は急速に低下した。2010年のロシア国勢調査の結果によると、カムチャツカ地方の民族構成比はロシア人が85.9%、スラヴ系全体では9割以上を占め、先住民族では最多のコリャーク人が2.3%、イテリメン人が0.8％にとどまるとされている。

## その他
日本語訳において、かつては「カムチャッカ」と書かれることも多かった。「Камчатка」を現代の片仮名転写の一般例に照らせば「カムチャートカ」または「カムチャトカ」という表記になるが、日本語では慣習的な「カムチャツカ」や「カムチャッカ」の定着度が高いので現在でもそのような表記が用いられることは少ない。古くは「カムサツカ」（勘察加）と書かれたこともあった。